# 北京悉昙酒店
北京悉昙酒店，位于北京市门头沟区潭柘寺镇阳坡元村潭王路，是罗莱夏朵在大中华区的第九家成员酒店。酒店投资8亿元建设，占地13000平米，建筑面积约7000平米，共有38间客房，17个庭院，以及13个功能区，于2022年4月30日开始试营业。
2023年7月31日，因北京连日降雨，酒店所处地区山洪过境。8月1日，酒店于官方微博发文表示，被困宾客已安全送离酒店，工作人员全部平安，酒店大堂过水和大堂外部分景观水毁较为严重。酒店随后停业维修，2024年5月25日重新开业。

## 设施
酒店是在阳坡元村旧址的基础上重新设计改建而来，位于千年古刹潭柘寺的上方，二者仅距千米。酒店有38间客房，17个庭院，以及13个功能区，如禅修室、茶空间、咖啡馆、威士忌吧、健身房、SPA、餐厅、泳池、影院、会议室等，每一间客房都拥有独特风格和不同风景；每一个庭院也景观各异，拥有着独特的山水景色。
酒店拥有北京首间新荣记私房菜品牌荣府宴。